# Poimenesperus obliquus
Poimenesperus obliquus là một loài bọ cánh cứng trong họ Cerambycidae.